# Heintze-Gruppe
In der Geometrie sind Heintze-Gruppen gewisse auflösbare Lie-Gruppen, die nach einem Satz von Ernst Heintze die einzigen negativ gekrümmten homogenen Räume sind. 
Sie sind von Bedeutung als wichtige Klasse von Beispielen in der „Large Scale Geometry“. Eine offene Vermutung besagt, dass Heintze-Gruppen nur dann quasi-isometrisch sind, wenn sie isomorph sind.

## Definitionen
Eine Heintze-Gruppe ist eine Lie-Gruppe, die ein semidirektes Produkt {\displaystyle N\rtimes _{\alpha }\mathbb {R} } mit einer einfach zusammenhängenden, nilpotenten Lie-Gruppe {\displaystyle N} und einer Derivation {\displaystyle \alpha \colon {\mathfrak {n}}\to {\mathfrak {n}}} der Lie-Algebra {\displaystyle {\mathfrak {n}}=Lie(N)} ist, welche der Bedingung genügt, dass alle Eigenwerte von {\displaystyle \alpha } positiven Realteil haben.
Man spricht von einer reinen Heintze-Gruppe, wenn alle Eigenwerte von {\displaystyle \alpha } positive reelle Zahlen sind. 
Eine reine Heintze-Gruppe ist vom Carnot-Typ, wenn der Eigenraum zum kleinsten Eigenwert von {\displaystyle \alpha } die Lie-Algebra {\displaystyle {\mathfrak {n}}} erzeugt. 
Wenn {\displaystyle N} eine abelsche Gruppe ist, heißen die Heintze-Gruppen {\displaystyle N\rtimes _{\alpha }\mathbb {R} } vom abelschen Typ.

## Eigenschaften
Heintze-Gruppen sind auflösbare Lie-Gruppen. Sie haben negative Schnittkrümmung. 

## Beispiele
Alle symmetrischen Räume nichtkompakten Typs vom Rang 1 sind Heintze-Gruppen, insbesondere auch der reell-hyperbolische und der komplex-hyperbolische Raum. Man erhält diese symmetrischen Räume als semidirektes Produkt einer Horosphäre (die eine nilpotente Lie-Gruppe ist) mit {\displaystyle \mathbb {R} }.

## Satz von Heintze
Alle homogenen Räume negativer Schnittkrümmung sind Heintze-Gruppen.

## Klassifikation bis auf Quasi-Isometrie
Eine offene Vermutung besagt, dass quasi-isometrische Heintze-Gruppen isomorph sind. Diese Vermutung ist bewiesen für Heintze-Gruppen vom Carnot-Typ und vom abelschen Typ.